# Танкер «Дербент» (фильм)
«Танкер „Дербент“» — советский чёрно-белый фильм 1941 года, снятый режиссёром Александром Файнциммером по одноимённой повести Юрия Крымова «Танкер „Дербент“». Героико-приключенческая лента, рассказывающая о стахановском движении на танкерах Каспийского моря в конце 1930-х годов и о спасении моряками горящего судна.
Фильм снят на Одесской киностудии в 1940 году, на экраны вышел 9 июня 1941 года. Восстановлен в 1966 году на киностудии имени Горького.

## История создания
Повесть Юрия Крымова «Танкер „Дербент“» была опубликована в № 5 журнала «Красная новь» за 1938. Уже в следующем году А. М. Файнциммер приступил к съёмкам фильма по мотивам повести.
29 января 1939 газета «Кино» публикует план производства кинокартин на 1939 год, в котором в разделе «О стахановском движении» фигурирует и фильм «Танкер „Дербент“» по сценарию Ю. Крымова. В августе в рубрике «Обсуждаем новые фильмы» та же газета публикует кадр из снимающегося фильма (Догайло и матросы в ресторане).
Съёмки были завершены в 1940, однако сразу на экраны фильм не был выпущен по цензурным соображениям. В справке управления пропаганды и агитации ЦК ВКП(б) «О состоянии художественной кинематографии» (1940) картина была включена в число «идеологически вредных фильмов», перешедших на 1941 год «из-за неоднократных переделок в процессе производства». Среди запрещённых фильмов фигурировали также «Рубиновые звёзды» Усольцева, «Старый наездник» Барнета, «Сердца четырёх» Юдина — во всех из них, согласно справке, «изображаются люди, лишенные общественных интересов, беспечные, ведущие праздный, беззаботный образ жизни».
Весной 1941 в другой справке заместителя начальника управления пропаганды и агитации ЦК ВКП(б) фильм опять упоминался в числе тех, которые «неоднократно в течение полугодия переделывались и до сих пор не приняты», и характеризовался так:
В картине карикатурно изображены моряки торгового флота. Большинство из них пьяницы, некультурные люди, какие-то огарки. Неправильно охарактеризовано стахановское движение в морском флоте.

Идея социалистического соревнования между командой танкера «Дербент» и танкера «Агамали» рождается в ресторане во время пьяного кутежа двух команд. Побудительным мотивом соревнования явилась зависть матросов танкера «Дербент» к матросам танкера «Агамали», хорошо зарабатывающим и устраивающим богатые кутежи. Борьба команды танкера продиктована азартом, узколичными, корыстными интересами, здесь и в помине нет каких-либо общественных интересов.
Премьера фильма состоялась лишь 9 июня 1941.

## Сюжет
1937 год. Портовый город на Каспии.
На заводе после ремонта выпускается новый танкер — «Дербент». За успехи в ремонте хвалят бригаду Басова, но он недоволен, поскольку считает, что работать можно гораздо лучше, но ему не дают это делать из-за того, что все привыкли к устаревшим трудовым нормативам. Начальство пользуется случаем и назначает Басова механиком на танкер «Дербент». В последний день перед отправлением Басов ссорится со своей женой Мусей.
На танкере «Дербент» хромает дисциплина, танкер часто опаздывает и недовыполняет норму, а моряки с конкурирующего судна «Агамали» называют моряков «Дербента» тихоходами и «гробами на мокром месте». Басов и моряки решают устроить соревнование с «Агамали», починив двигатели и укрепив дисциплину. Тем временем старпом Касацкий, недолюбливающий Басова, хочет выдать трудовые успехи судна за свои собственные достижения.
«Дербенту» удаётся вырваться вперёд в соревновании. Вдруг на судно приходит сообщение о том, что «Агамали» потерпел аварию у острова Чечень и его нужно взять на буксир. Во время буксирования на «Агамали» начинается пожар. Касацкий приказывает обрубить буксирный трос и уйти от горящего судна, однако Басов, помполит Бредис и моряки убеждают слабовольного капитана Кутасова послать шлюпки для спасения «Агамали». Моряки «Дербента» на шлюпках достигают «Агамали» и вместе с его командой им удаётся потушить пожар. Оба танкера возвращаются в порт.
В порту родственники встречают моряков, среди которых есть раненые. Муся приходит к Басову и признаётся, что была неправа, критикуя его. Помполит Бредис произносит речь, славящую тружеников Каспия.

## В ролях
- Алексей Краснопольский — механик Александр Иванович Басов
- Анатолий Горюнов — капитан Кутасов
- Константин Михайлов — старший помощник Касацкий
- Петр Кириллов — помполит Бредис
- Иван Кузнецов — моторист Гусейн
- Василий Меркурьев — боцман Алексей Петрович Догайло
- Тамара Беляева — Муся, жена Басова
- А. Жиготская — Женя, знакомая Гусейна
- Павел Шпрингфельд — радист Тарумов
- Лидия Сухаревская — буфетчица Вера
- Эммануил Геллер — моторист Жора
- Константин Сорокин — моторист Миша
- Андрей Мирошниченко — моторист
- Петр Гофман — моторист
- Ефим Копелян — рулевой
- Андрей Сова — матрос Алексеев
- Степан Крылов — моряк с «Агамалы»
- Иона Бий-Бродский — Нейман Яков Борисович
- Александр Лариков — начальник производства
- Сергей Карнович-Валуа — репортёр
- Николай Ивакин — эпизод
- Александр Кулаков — эпизод
- Алексей Маслюков — эпизод
- Александр Гречаный — эпизод

## Съёмочная группа
- Режиссёр: Александр Файнциммер
- Сценарист: Сергей Ермолинский
- Оператор: Сергей Иванов
- Художник: Михаил Юферов
- Композитор: Гавриил Попов
- Текст песен: Павел Арманд
- Звукорежиссёр: Леон Канн
- Старший ассистент режиссёра: В. Викторов
- Ассистент по монтажу: Г. Аксельрод
- Комбинированные съёмки: Григорий Айзенберг
- Директор картины: Михаил Шор

## Интересные факты
- Фильм имеет ряд отличий от одноимённой повести Юрия Крымова «Танкер „Дербент“»: опущена предыстория героев (кроме Басова), гораздо больше времени посвящено пребыванию команды на берегу, введены музыкальные и танцевальные номера, усилена роль некоторых персонажей. Так, горничая Вера в повести появляется в двух-трёх сценах без реплик, в фильме же буфетчица Вера несколько раз пытается заговорить с Басовым и завоевать его симпатии. За самой же Верой ухаживает боцман Догайло. Вера также несколько раз произносит название танкера «Бербент» вместо «Дербент», и Догайло её поправляет.
- Наиболее яркая метаморфоза в фильме произошла с боцманом Догайло. В повести это старик (к нему обращаются «дядя Харитон»), появляющийся в нескольких сценах, но в целом играющий незначительную роль в сюжете. В фильме боцману Алексею Петровичу Догайло лет сорок, он главный балагур и заводила на танкере, развлекает всех своими байками («подъезжает ко мне Ворошилов на коне и говорит…»), ухаживает за буфетчицей Верой и танцует с ней на балу. Сыграл Догайло к тому же харизматичный Василий Меркурьев.
- В отличие от повести, танкер «Дербент» в фильме буксирует танкер «Агамали» (а не «Узбекистан»). Кроме того, горящий танкер удаётся потушить, тогда как в повести он тонет.
- Помполит Бредис в фильме не болеет чахоткой и не покидает корабль. По этой причине непонятно, почему в конце в фильма сообщение с танкера отправлено с подписью «за помполита „Дербент“ — Басов»
- В фильме Мустафу Гуссейна почему-то никто не называет по имени
- В фильме не показано как Касацкий злоупотребляет спиртным
- В фильме не показано предложение Алявдина сократить маршрут (срезать порожняком по более мелкому участку)
- Фильм получил большую популярность и стал источником ряда киноцитат. В справочнике «Крылатые фразы отечественного кино»[6] приводится шесть цитат из фильма, большая часть которых принадлежит боцману Догайло:
  - Видали мы таких, которые на суше из себя моряков изображают! (Догайло, в ресторане на берегу)
  - Гибнут традиции революционного флота! (Догайло, в ресторане на берегу)
  - Гробы на мокром месте! (моряк с «Агамали», в ресторане на берегу)
  - Молодой ещё, не понимает! и Тихо! Молодой ещё! (Догайло мотористу, в ресторане на берегу)
  - С какого ж корабля-то? — «Аврору» знаешь? — Ну «Аврору»-то я знаю. — С того, что рядом стоял. (моторист и Догайло, в ресторане на берегу)
  - Шнурком мы с тобой не связаны. Прости за тяжёлый характер! (Басов, жене Мусе при расставании)

В повести встречается только выражение «гробы на мокром месте» и фраза Басова «Ну что ж, мы шнурком не связаны, делай как знаешь».

## Отзывы о фильме
- Из справки управления пропаганды и агитации ЦК ВКП(б) «О состоянии художественной кинематографии» (1941)[4]:

Кинофильм «Танкер “Дербент”» (режиссёр Файнциммер) рассказывает о том, как самый отсталый среди кораблей Каспия танкер становится передовым и образцовым. Однако борьба танкера за первенство показана фальшиво и извращённо. Советские моряки изображены опустившимися людьми, пьяницами и хулиганами. Капитан танкера «Дербент», безвольный человек стремится уйти от ответственности за порученное ему дело и смотрит совершенно равнодушно на творящиеся вокруг него безобразия и преступления. Единственный положительный персонаж картины, противопоставляемый этому мрачному окружению, представлен в образе механика Басова, резкого и неуживчивого на работе человека, грубого и нечуткого в отношении своей семьи.

Идея социалистического соревнования рождается в кабаке во время кутежа двух команд. Побудительным мотивом соревнования явилась зависть пьяных матросов танкера «Дербент» к матросам танкера «Агамали». На всем протяжении фильма нарочито подчеркивается невежество и некультурность советских людей.